# Tricimba pilioculata
Tricimba pilioculata är en tvåvingeart som beskrevs av Ismay 1993. Tricimba pilioculata ingår i släktet Tricimba och familjen fritflugor. Inga underarter finns listade i Catalogue of Life.